# Gregarina gigantea
Gregarina gigantea is een soort in de taxonomische indeling van de Myzozoa, een stam van microscopische parasitaire dieren. Het organisme komt uit het geslacht Gregarina en behoort tot de familie Gregarinidae. Gregarina gigantea werd in 1869 ontdekt door van Beneden.